# Área del Tufo
El Área del Tufo se ubica en el extremo sureste de la provincia de Grosseto e incluye todos los territorios municipales de Pitigliano y Sorano, en cuyos extremos orientales se encuentra el comienzo de las montañas Volsini. También se puede incluir una parte del municipio de Castell'Azzara.
Geográficamente, el área limita al norte por la parte sureste del macizo de Monte Amiata, al este y al sur está delimitada por la frontera con la región de Lacio, mientras que al oeste se adentra en las colinas de Albegna y Fiora; de hecho, puede considerarse como el apéndice oriental de las colinas de Fiora, pero merece ser tratado por separado, presentando diferentes características morfológicas que introducen un área más amplia, a caballo con el suroeste de región de Umbria y el norte de la región de Lacio.
Debido a la presencia y profusión de rocas de toba (tufacee), en el área hay una concentración natural de radón más alta de lo normal.

## Territorio

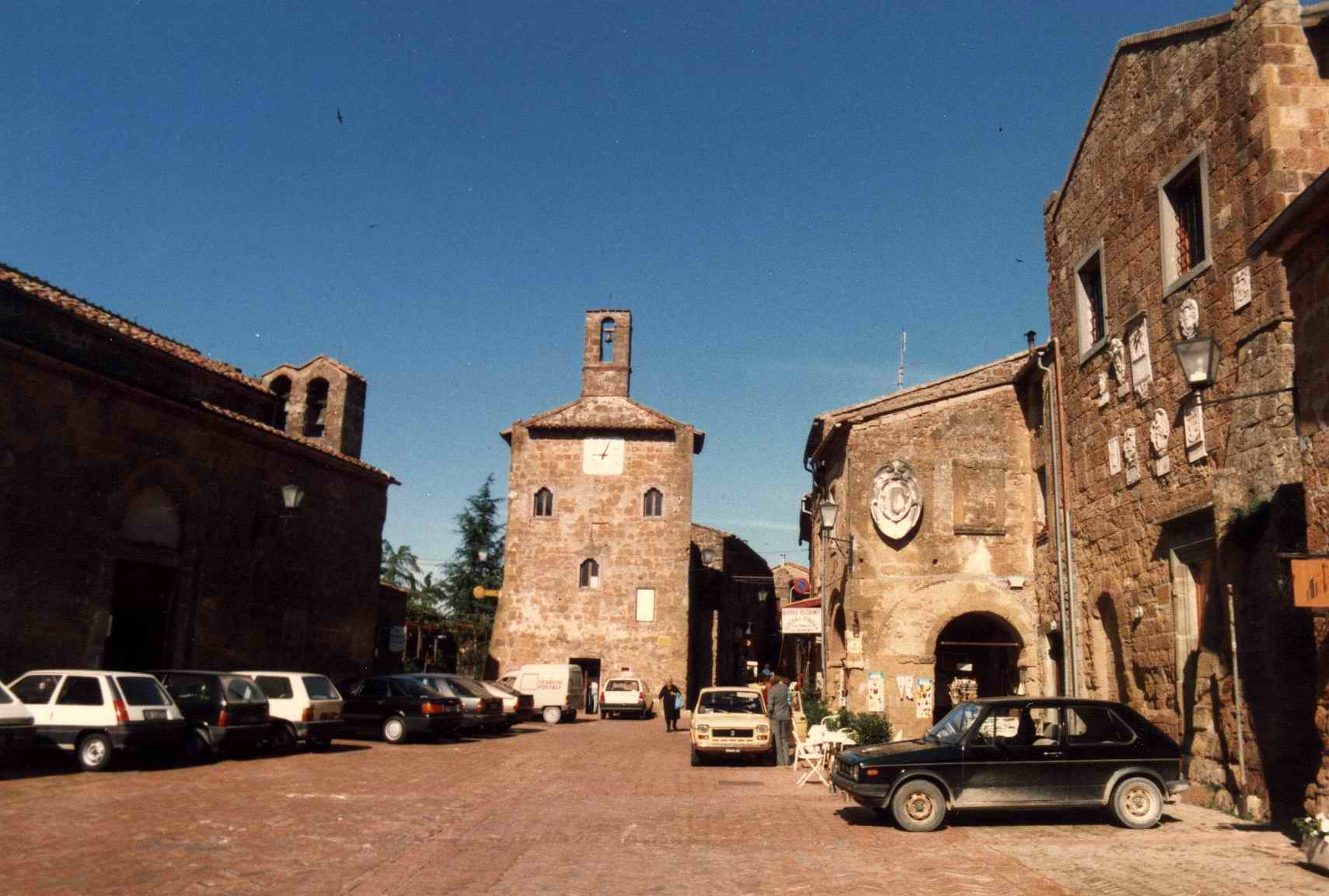
Plaza de Sovana

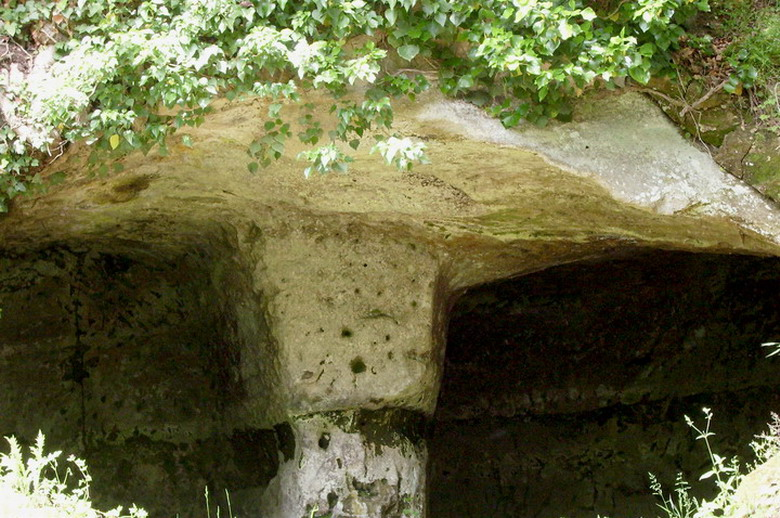
Detalle de una cueva de Vitozza.

El territorio se caracteriza por los sugerentes asentamientos rocosos, pueblos y fortificaciones medievales, construidos cerca de asentamientos de la época etrusca-romana.
El principal río de la zona es el Fiora. Otros cursos de agua menores son el Lente, su afluente por la izquierda, que a su vez recoge las aguas del Meleta y Prochio. El Stridolone en cambio fluye hacia el río Paglia en la región de Lacio.
Gran parte del territorio es montañoso, con altitudes que oscilan entre 200 y 400 metros s.n.m. (colina baja), con la excepción de algunos modestos relieves montañosos que superan ligeramente los 800 metros y que, en la parte norte, constituyen el preludio del cercano cono volcánico del Monte Amiata.

### Clima
Con respecto al clima, el área tiene características de clima continental, con altas variaciones de temperatura que determinan las mínimas de Invierno, más fríos, y los picos máximos de Verano muy altos. En el Pianetto di Sovana, en julio, hay las mínimas rondan los 15 °C y las máximas son superiores a los 35 °C, con picos que pueden superar fácilmente los 40 °C  en las horas más calurosas, aunque rara vez se acompañan de condiciones de calor.
El promedio de precipitaciones anual ronda los 800 mm, que se concentran principalmente en las estaciones intermedias, con la escasez del verano interrumpida temporalmente por tormentas cortas pero intensas por las tardes o de noche de naturaleza termoconectiva. Sin embargo, los promedios son muy indicativos, ya que el área puede verse afectada por estaciones muy secas y otras lluviosas, también en función de las corrientes predominantes que, cuando son húmedas y proceden del sur, tienden a aumentar la perturbabilidad.

### Balnearios
- Terma de Pitigliano se encuentra en el Valle Orientina, cerca de Pitigliano y se caracteriza por una fuente de aguas termales que fluyen a una temperatura de alrededor de 37 °C. A mediados del siglo XIX, se construyó un edificio con dos piscinas de mármol travertino para la colección de aguas termales que tomó el nombre de Bagnetti degli Ebrei.

- Terma de Sorano es un establecimiento termal cerca de la iglesia medieval de Santa María del Águila, cerca de Sorano. El establecimiento ha recuperado recientemente el manantial termal que, desde la Edad Media, fue considerado milagroso. Esto también explica la construcción de la iglesia en sus alrededores.

## Lugares de interés

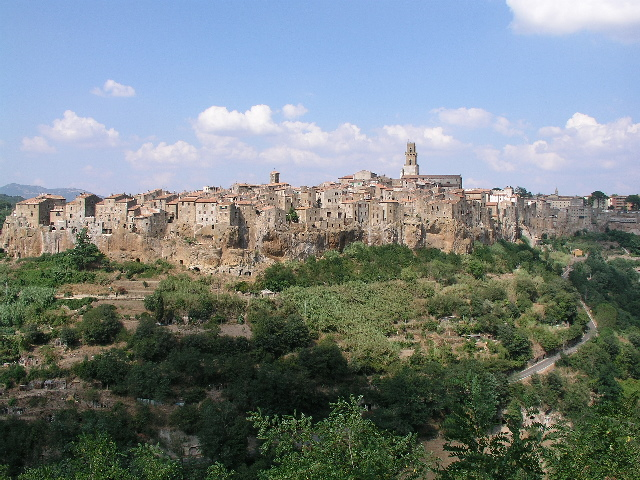
Vista panorámica de Pitigliano

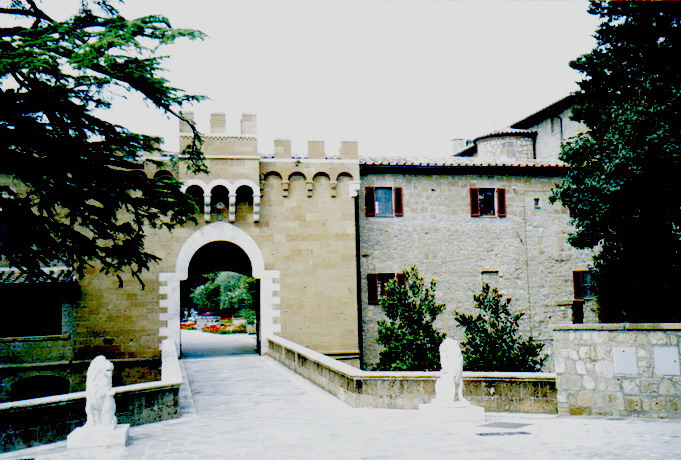
Murallas del Castillo de Montoro

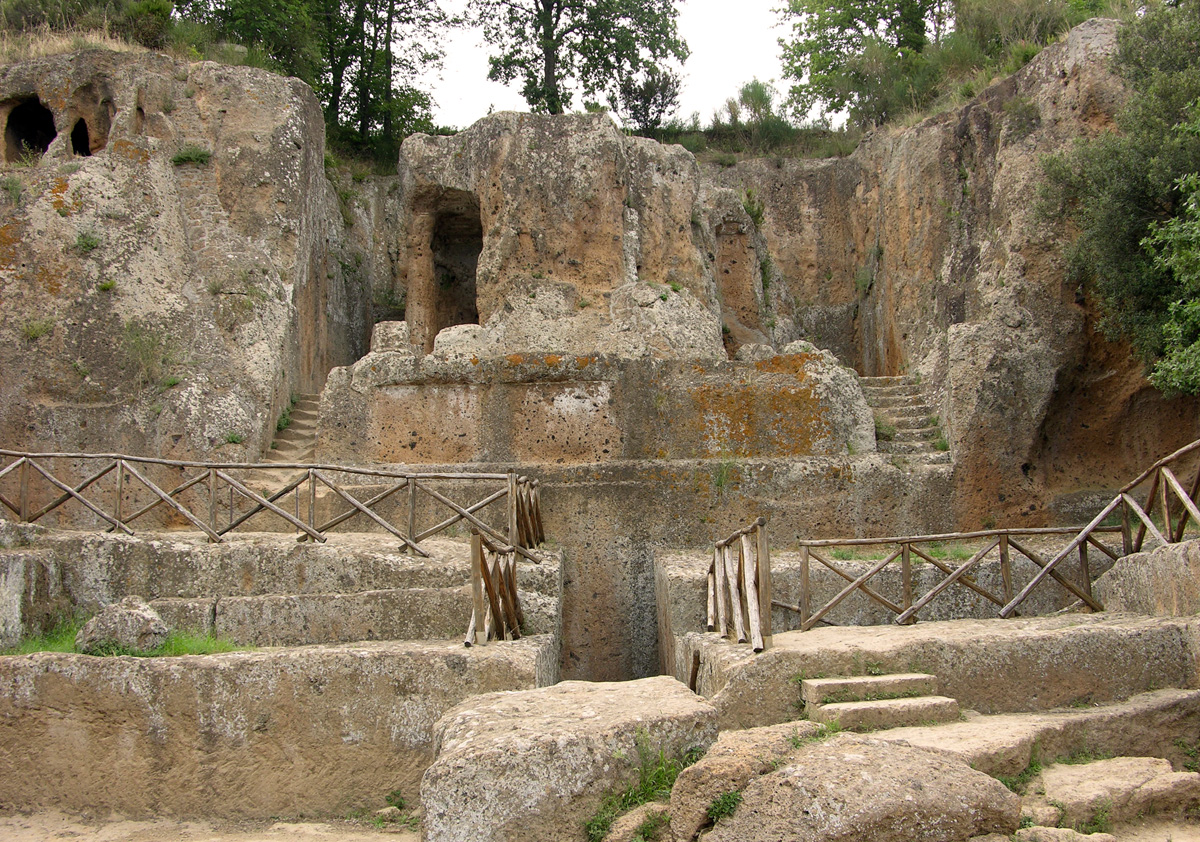
Tumba de Ildebranda en Sovana

### Centros Históricos
- Castell'Azzara
- Pitigliano
- Sorano
- Sovana (localidad del municipio Sorano)
- Castell'Ottieri (Sorano)
- San Giovanni delle Contee (Sorano)
- Montebuono (Sorano)

### Villas, castillos y fortificaciones.
- Villa Sforzesca (Castell'Azzara)
- Castillo de Montorio (Sorano)
- Castillo de Sopano (Sorano)
- Fortaleza de Castell'Ottieri (Sorano)
- Fortaleza de Montevitozzo (Sorano)
- Villa Orsini (Sorano)
- Fortaleza de Fregiano (Sorano)

### Abadías y monasterios
- Abadía de San Benedicto del Calvello (Sorano)
- Parroquia de Santa Maria del Águila (Sorano)
- Santuario de la Virgen del Cerreto (Sorano)

### Áreas Arqueológicas
- Statonia (Pitigliano)
- Parque Arqueológico del Tufo (en los territorios municipales de Pitigliano e Sorano)
- Via Cave (en los territorios municipales de Pitigliano e Sorano)
- Área Arqueológica de Sovana (en la localidad homónima del municipio de Sorano)

#### Asentamientos Rupestres
- Vitozza (Sorano)

## La Voce del Capacciolo
La información histórica, las curiosidades y las noticias de Sorano, uno de los pueblos del Área del Tufo, se pueden encontrar en el sitio web  www.lavocedelcapacciolo.it.